# Torneo Apertura 2013 (Colombia)
El Torneo Apertura 2013 fue la septuagésima séptima (77a.) edición de la Categoría Primera A de fútbol profesional colombiano, siendo el primer torneo de la temporada 2013. Comenzó a disputarse el 1 de febrero  y finalizó el 17 de julio de 2013
Atlético Nacional obtuvo el título por décima segunda vez luego de dos años sin ganar el torneo. 

## Sistema de competición
En la primera etapa se jugarán 18 fechas bajo el sistema de todos contra todos (17 fechas normales y 1 fecha de clásicos regionales), al término de los cuales los ocho primeros clasificados avanzan a los cuadrangulares semifinales. Allí los ocho equipos se dividen en dos grupos definidos por sorteo. Los ganadores de cada grupo se enfrentan en junio para decidir al campeón del torneo, que obtendrá el primer título del año y un cupo en la fase de grupos de la Copa Libertadores 2014.

## Equipos participantes

### Relevo anual de clubes
| Ascendidos a la Primera A                    |
| -------------------------------------------- |
| Alianza Petrolera (Campeón de la Primera B.) |

| Descendidos a la Primera B               |
| ---------------------------------------- |
| Real Cartagena (Peor promedio acumulado) |

### Datos de los clubes
| Equipo            | Entrenador             | Departamento       | Ciudad       | Estadio                  | Aforo  |
| ----------------- | ---------------------- | ------------------ | ------------ | ------------------------ | ------ |
| Alianza Petrolera | Guillermo Berrio       | Casanare           | Yopal        | Santiago de las Atalayas | 4.000  |
| Atlético Huila    | Álvaro Gómez           | Huila              | Neiva        | Guillermo Plazas Alcid   | 27.000 |
| Atlético Nacional | Juan Carlos Osorio     | Antioquia          | Medellín     | Atanasio Girardot        | 45.943 |
| Boyacá Chicó      | Alberto Gamero         | Boyacá             | Tunja        | La Independencia         | 20.000 |
| Cúcuta Deportivo  | Guillermo Sanguinetti  | Norte de Santander | Cúcuta       | General Santander        | 45.220 |
| Deportes Quindío  | Eduardo Cruz Rodríguez | Quindío            | Armenia      | Centenario               | 20.716 |
| Deportes Tolima   | Carlos César Castro    | Tolima             | Ibagué       | Manuel Murillo Toro      | 31.000 |
| Deportivo Cali    | Leonel Álvarez         | Valle del Cauca    | Cali         | Pascual Guerrero         | 33.130 |
| Deportivo Pasto   | Flabio Torres          | Nariño             | Pasto        | Deptal. Libertad         | 22.380 |
| Envigado F. C.    | Pedro Sarmiento        | Antioquia          | Envigado     | Polideportivo Sur        | 14.000 |
| Indep. Medellín   | Oscar Pérez            | Antioquia          | Medellín     | Atanasio Girardot        | 45.943 |
| Itagüí F. C.      | Jorge Luis Bernal      | Antioquia          | Itagüí       | Metrop. de Itagüí        | 12.000 |
| Junior            | Alexis García          | Atlántico          | Barranquilla | Metropolitano            | 49.612 |
| La Equidad        | Néstor Otero           | Bogotá, D. C.      | Bogotá       | Metrop. de Techo         | 7.800  |
| Millonarios       | Hernán Torres          | Bogotá, D. C.      | Bogotá       | El Campín                | 36.343 |
| Once Caldas       | Santiago Escobar       | Caldas             | Manizales    | Palogrande               | 28.678 |
| Patriotas         | Arturo Reyes           | Boyacá             | Tunja        | La Independencia         | 20.000 |
| Santa Fe          | Wilson Gutiérrez       | Bogotá, D. C.      | Bogotá       | El Campín                | 36.343 |

### Cambios de entrenadores
| Club             | Entrenador saliente    | Fecha de salida         | Reemplazado por       | Fecha de llegada        |
| ---------------- | ---------------------- | ----------------------- | --------------------- | ----------------------- |
| Cúcuta Deportivo | Éinar Ángulo (E)       | 16 de noviembre de 2012 | Guillermo Sanguinetti | 17 de noviembre de 2012 |
| Deportivo Cali   | Héctor Cárdenas (E)    | 15 de diciembre de 2012 | Leonel Álvarez        | 15 de diciembre de 2012 |
| Itagüí F. C.     | Leonel Álvarez         | 11 de diciembre de 2012 | Jorge Luis Bernal     | 8 de enero de 2013      |
| Junior           | José Eugenio Hernández | 11 de diciembre de 2012 | Alexis García         | 17 de diciembre de 2012 |
| La Equidad       | Alexis García          | 16 de diciembre de 2012 | Néstor Otero          | 20 de diciembre de 2012 |
| Patriotas        | Eduardo Julián Retat   | 19 de diciembre de 2012 | Arturo Ernesto Reyes  | 22 de diciembre de 2012 |

## Todos contra todos

### Clasificación
| Pos. | Equipos                | PJ | PG | PE | PP | GF | GC | Dif. | Pts. |
| ---- | ---------------------- | -- | -- | -- | -- | -- | -- | ---- | ---- |
| 1.   | Independiente Santa Fe | 18 | 9  | 6  | 3  | 32 | 25 | 7    | 33   |
| 2.   | Atlético Nacional      | 18 | 8  | 8  | 2  | 29 | 22 | 7    | 32   |
| 3.   | Itagüí F. C.           | 18 | 8  | 7  | 3  | 27 | 17 | 10   | 31   |
| 4.   | Deportivo Cali         | 18 | 7  | 9  | 2  | 31 | 21 | 10   | 30   |
| 5.   | Deportes Tolima        | 18 | 8  | 5  | 5  | 31 | 23 | 8    | 29   |
| 6.   | Millonarios            | 18 | 8  | 4  | 6  | 26 | 18 | 8    | 28   |
| 7.   | Once Caldas            | 18 | 7  | 7  | 4  | 23 | 17 | 6    | 28   |
| 8.   | Deportivo Pasto        | 18 | 6  | 8  | 4  | 21 | 25 | -4   | 26   |
| 9.   | Cúcuta Deportivo       | 18 | 6  | 5  | 7  | 23 | 20 | 3    | 23   |
| 10.  | Independiente Medellín | 18 | 6  | 5  | 7  | 18 | 18 | 0    | 23   |
| 11.  | La Equidad             | 18 | 5  | 7  | 6  | 16 | 15 | 1    | 22   |
| 12.  | Atlético Junior        | 18 | 6  | 4  | 8  | 24 | 25 | -1   | 22   |
| 13.  | Atlético Huila         | 18 | 4  | 8  | 6  | 19 | 23 | -4   | 20   |
| 14.  | Alianza Petrolera      | 18 | 5  | 5  | 8  | 19 | 28 | -9   | 20   |
| 15.  | Boyacá Chicó           | 18 | 4  | 7  | 7  | 27 | 31 | -4   | 19   |
| 16.  | Envigado F. C.         | 18 | 4  | 5  | 9  | 15 | 25 | -10  | 17   |
| 17.  | Deportes Quindío       | 18 | 2  | 7  | 9  | 8  | 24 | -16  | 13   |
| 18.  | Patriotas              | 18 | 0  | 11 | 7  | 14 | 26 | -12  | 11   |

Fuente: Web oficial de Dimayor
|  |                                            |
|  | Clasificados a cuadrangulares semifinales. |
|  | Eliminados.                                |

#### Evolución de las posiciones
| Equipo                 | Jornada | Jornada | Jornada | Jornada | Jornada | Jornada | Jornada | Jornada | Jornada | Jornada | Jornada | Jornada | Jornada | Jornada | Jornada | Jornada | Jornada | Jornada |
| Equipo                 | 1       | 2       | 3       | 4       | 5       | 6       | 7       | 8       | 9       | 10      | 11      | 12      | 13      | 14      | 15      | 16      | 17      | 18      |
| ---------------------- | ------- | ------- | ------- | ------- | ------- | ------- | ------- | ------- | ------- | ------- | ------- | ------- | ------- | ------- | ------- | ------- | ------- | ------- |
| Santa Fe               | 2       | 3       | 10      | 6       | 2       | 2       | 1       | 1       | 3       | 1       | 1       | 2       | 1       | 1       | 1       | 2       | 1       | 1       |
| Atlético Nacional      | 3       | 4       | 1       | 2       | 5       | 4       | 5       | 4       | 5       | 8       | 5       | 1       | 5       | 7       | 3       | 3       | 2       | 2       |
| Itagüí F. C.           | 11      | 11      | 6       | 8       | 6       | 5       | 6       | 5       | 1       | 4       | 6       | 4       | 2       | 5       | 4       | 4       | 3       | 3       |
| Deportivo Cali         | 5       | 1       | 5       | 4       | 8       | 11      | 10      | 8       | 6       | 2       | 2       | 3       | 6       | 6       | 7       | 7       | 6       | 4       |
| Deportes Tolima        | 7       | 7       | 7       | 10      | 7       | 10      | 7       | 9       | 9       | 7       | 9       | 7       | 4       | 4       | 2       | 1       | 4       | 5       |
| Millonarios            | 4       | 5       | 3       | 5       | 3       | 6       | 4       | 7       | 2       | 5       | 8       | 10      | 10      | 8       | 8       | 5       | 5       | 6       |
| Once Caldas            | 12      | 9       | 9       | 7       | 9       | 3       | 3       | 3       | 7       | 6       | 7       | 5       | 3       | 2       | 5       | 8       | 7       | 7       |
| Deportivo Pasto        | 6       | 2       | 4       | 1       | 4       | 7       | 8       | 2       | 4       | 3       | 3       | 6       | 7       | 3       | 6       | 6       | 8       | 8       |
| Cúcuta Deportivo       | 10      | 6       | 2       | 3       | 1       | 1       | 2       | 6       | 8       | 9       | 4       | 8       | 8       | 10      | 9       | 9       | 9       | 9       |
| Independiente Medellín | 14      | 14      | 15      | 13      | 14      | 15      | 12      | 14      | 15      | 15      | 16      | 16      | 16      | 15      | 13      | 11      | 11      | 10      |
| La Equidad             | 15      | 17      | 11      | 15      | 15      | 14      | 14      | 13      | 12      | 10      | 12      | 12      | 14      | 12      | 14      | 13      | 12      | 11      |
| Junior                 | 1       | 8       | 8       | 12      | 13      | 13      | 16      | 16      | 14      | 12      | 10      | 9       | 9       | 9       | 10      | 10      | 10      | 12      |
| Atlético Huila         | 17      | 15      | 14      | 11      | 10      | 9       | 11      | 10      | 10      | 14      | 11      | 11      | 12      | 14      | 12      | 12      | 13      | 13      |
| Alianza Petrolera      | 16      | 10      | 12      | 16      | 16      | 18      | 15      | 15      | 16      | 16      | 13      | 13      | 13      | 16      | 16      | 16      | 16      | 14      |
| Boyacá Chicó           | 8       | 13      | 13      | 9       | 12      | 12      | 13      | 12      | 11      | 11      | 14      | 14      | 11      | 11      | 11      | 14      | 14      | 15      |
| Envigado F. C.         | 18      | 16      | 18      | 14      | 11      | 8       | 9       | 11      | 13      | 13      | 15      | 15      | 15      | 13      | 15      | 15      | 15      | 16      |
| Deportes Quindío       | 13      | 18      | 17      | 18      | 18      | 17      | 18      | 18      | 17      | 18      | 18      | 18      | 18      | 18      | 18      | 17      | 17      | 17      |
| Patriotas              | 9       | 12      | 16      | 17      | 17      | 16      | 17      | 17      | 18      | 17      | 17      | 17      | 17      | 17      | 17      | 18      | 18      | 18      |

### Resultados
- La hora de cada encuentro corresponde al huso horario que rige a Colombia (UTC-5)

Nota: Los horarios y partidos de televisión se definen la semana previa a cada jornada. El canal Win Sports es el medio de difusión por televisión autorizado por la Dimayor para la transmisión por cable de ocho partidos por fecha, el canal RCN Televisión se encarga de transmitir un encuentro por fecha y un encuentro no tiene transmisión alguna.
| Deportes Quindío  | 0 : 1 | Deportivo Pasto        | Centenario               | 1 de febrero | 19:45 | Win Sports |
| Alianza Petrolera | 0 : 3 | Santa Fe               | Santiago de las Atalayas | 2 de febrero | 15:15 | Win Sports |
| Patriotas         | 1 : 1 | Boyacá Chicó           | La Independencia         | 2 de febrero | 17:30 | Win Sports |
| Deportivo Cali    | 2 : 1 | Once Caldas            | Pascual Guerrero         | 2 de febrero | 17:30 | RCN        |
| Atlético Nacional | 3 : 0 | Atlético Huila         | Atanasio Girardot        | 2 de febrero | 19:45 | Win Sports |
| Junior            | 4 : 0 | Envigado F. C.         | Metropolitano            | 3 de febrero | 15:15 | Win Sports |
| Millonarios       | 3 : 1 | La Equidad             | El Campín                | 3 de febrero | 17:30 | Win Sports |
| Deportes Tolima   | 1 : 0 | Independiente Medellín | Manuel Murillo Toro      | 3 de febrero | 19:45 | Win Sports |
| Itagüí F. C.      | 0 : 0 | Cúcuta Deportivo       | Ciudad de Itagüí         | 4 de febrero | 15:00 | Win Sports |

| La Equidad             | 0 : 1 | Alianza Petrolera | Metropolitano de Techo | 8 de febrero  | 18:00 | Win Sports |
| Deportivo Pasto        | 3 : 2 | Patriotas         | Libertad               | 8 de febrero  | 20:00 | Win Sports |
| Atlético Huila         | 1 : 1 | Itagüí F. C.      | Guillermo Plazas Alcid | 9 de febrero  | 15:15 | Win Sports |
| Boyacá Chicó           | 1 : 2 | Deportivo Cali    | La Independencia       | 9 de febrero  | 17:30 | Win Sports |
| Santa Fe               | 2 : 2 | Atlético Nacional | El Campín              | 9 de febrero  | 17:30 | RCN        |
| Once Caldas            | 2 : 1 | Junior            | Palogrande             | 9 de febrero  | 19:45 | Win Sports |
| Envigado F. C.         | 2 : 2 | Deportes Tolima   | Polideportivo Sur      | 10 de febrero | 15:15 | Win Sports |
| Independiente Medellín | 0 : 0 | Millonarios       | Atanasio Girardot      | 10 de febrero | 17:30 | Win Sports |
| Cúcuta Deportivo       | 2 : 0 | Deportes Quindío  | General Santander      | 10 de febrero | 19:45 | Win Sports |

| Deportes Quindío  | 0 : 0 | Atlético Huila         | Centenario             | 15 de febrero | 19:45 | Win Sports |
| Patriotas         | 1 : 3 | Cúcuta Deportivo       | La Independencia       | 16 de febrero | 15:15 | Win Sports |
| Junior            | 2 : 2 | Boyacá Chicó           | Metropolitano          | 16 de febrero | 17:30 | Win Sports |
| Millonarios       | 1 : 0 | Envigado F. C.         | El Campín              | 16 de febrero | 17:30 | RCN        |
| Atlético Nacional | 4 : 0 | Alianza Petrolera      | Atanasio Girardot      | 16 de febrero | 19:45 | Win Sports |
| Itagüí F. C.      | 4 : 0 | Santa Fe               | Ciudad de Itagüí       | 17 de febrero | 15:15 | Win Sports |
| Deportes Tolima   | 2 : 2 | Once Caldas            | Manuel Murillo Toro    | 17 de febrero | 17:30 | RCN        |
| La Equidad        | 1 : 0 | Independiente Medellín | Metropolitano de Techo | 17 de febrero | 17:30 | Win Sports |
| Deportivo Cali    | 2 : 2 | Deportivo Pasto        | Pascual Guerrero       | 17 de febrero | 19.45 | Win Sports |

| Envigado F. C.    | 1 : 0 | La Equidad             | Polideportivo Sur        | 22 de febrero | 19:45 | Win Sports |
| Atlético Huila    | 1 : 0 | Patriotas              | Guillermo Plazas Alcid   | 23 de febrero | 15:15 | Win Sports |
| Once Caldas       | 1 : 0 | Millonarios            | Palogrande               | 23 de febrero | 17:30 | RCN        |
| Boyacá Chicó      | 3 : 0 | Deportes Tolima        | La Independencia         | 23 de febrero | 17:30 | Win Sports |
| Atlético Nacional | 1 : 1 | Itagüí F. C.           | Atanasio Girardot        | 23 de febrero | 19:45 | Win Sports |
| Alianza Petrolera | 0 : 1 | Independiente Medellín | Santiago de las Atalayas | 24 de febrero | 15:15 | Win Sports |
| Deportivo Pasto   | 1 : 0 | Junior                 | Libertad                 | 24 de febrero | 17:30 | Win Sports |
| Cúcuta Deportivo  | 0 : 0 | Deportivo Cali         | General Santander        | 24 de febrero | 17:30 | RCN        |
| Santa Fe          | 2 : 0 | Deportes Quindío       | El Campín                | 24 de febrero | 19:45 | Win Sports |

| Deportivo Cali         | 0 : 1 | Atlético Huila    | Pascual Guerrero       | 1 de marzo | 19:45 | Win Sports |
| Itagüí F. C.           | 3 : 0 | Alianza Petrolera | Ciudad de Itagüí       | 2 de marzo | 15:15 | Win Sports |
| Patriotas              | 1 : 1 | Santa Fe          | La Independencia       | 2 de marzo | 17:30 | Win Sports |
| Millonarios            | 2 : 1 | Boyacá Chicó      | El Campín              | 2 de marzo | 17:30 | RCN        |
| La Equidad             | 0 : 0 | Once Caldas       | Metropolitano de Techo | 2 de marzo | 19:45 | Win Sports |
| Deportes Tolima        | 3 : 0 | Deportivo Pasto   | Manuel Murillo Toro    | 3 de marzo | 15:15 | Win Sports |
| Junior                 | 0 : 2 | Cúcuta Deportivo  | Metropolitano          | 3 de marzo | 17:30 | RCN        |
| Independiente Medellín | 0 : 1 | Envigado F. C.    | Atanasio Girardot      | 3 de marzo | 17:30 | Win Sports |
| Deportes Quindío       | 0 : 0 | Atlético Nacional | Centenario             | 3 de marzo | 19:45 | Win Sports |

| Boyacá Chicó      | 2 : 2 | La Equidad             | La Independencia         | 8 de marzo  | 19:45 | Win Sports |
| Itagüí F. C.      | 1 : 1 | Deportes Quindío       | Ciudad de Itagüí         | 9 de marzo  | 15:15 | Win Sports |
| Cúcuta Deportivo  | 2 : 1 | Deportes Tolima        | General Santander        | 9 de marzo  | 19:45 | Win Sports |
| Alianza Petrolera | 1 : 2 | Envigado F. C.         | Santiago de las Atalayas | 10 de marzo | 15:15 | Win Sports |
| Atlético Huila    | 1 : 1 | Junior                 | Guillermo Plazas Alcid   | 10 de marzo | 15:15 | Win Sports |
| Atlético Nacional | 3 : 3 | Patriotas              | Atanasio Girardot        | 10 de marzo | 17:30 | Win Sports |
| Santa Fe          | 3 : 1 | Deportivo Cali         | El Campín                | 10 de marzo | 17:30 | RCN        |
| Once Caldas       | 2 : 1 | Independiente Medellín | Palogrande               | 10 de marzo | 19:45 | Win Sports |
| Deportivo Pasto   | 2 : 1 | Millonarios            | Libertad                 | 24 de marzo | 15:30 | Win Sports |

| La Equidad             | 0 : 0 | Deportivo Pasto   | Metropolitano de Techo | 15 de marzo | 19:45 | Win Sports |
| Patriotas              | 0 : 0 | Itagüí F. C.      | La Independencia       | 16 de marzo | 15:15 | Win Sports |
| Deportivo Cali         | 1 : 1 | Atlético Nacional | Pascual Guerrero       | 16 de marzo | 17:30 | Win Sports |
| Deportes Tolima        | 2 : 0 | Atlético Huila    | Manuel Murillo Toro    | 16 de marzo | 17:30 | RCN        |
| Independiente Medellín | 3 : 1 | Boyacá Chicó      | Atanasio Girardot      | 16 de marzo | 19:45 | Win Sports |
| Junior                 | 2 : 3 | Santa Fe          | Metropolitano          | 17 de marzo | 15:15 | Win Sports |
| Deportes Quindío       | 2 : 3 | Alianza Petrolera | Centenario             | 17 de marzo | 17:30 | Win Sports |
| Millonarios            | 2 : 1 | Cúcuta Deportivo  | El Campín              | 17 de marzo | 17:30 | RCN        |
| Envigado F. C.         | 0 : 2 | Once Caldas       | Polideportivo Sur      | 17 de marzo | 19:45 | Win Sports |

| Itagüí F. C.      | 0 : 3 | Deportivo Cali         | Ciudad de Itagüí         | 30 de marzo | 15:15 | Win Sports |
| Deportivo Pasto   | 1 : 0 | Independiente Medellín | Libertad                 | 30 de marzo | 17:30 | Win Sports |
| Atlético Huila    | 0 : 0 | Millonarios            | Guillermo Plazas Alcid   | 30 de marzo | 17:30 | RCN        |
| Boyacá Chicó      | 2 : 0 | Envigado F. C.         | La Independencia         | 30 de marzo | 19:45 | Win Sports |
| Alianza Petrolera | 1 : 1 | Once Caldas            | Santiago de las Atalayas | 31 de marzo | 15:15 | Win Sports |
| Cúcuta Deportivo  | 0 : 1 | La Equidad             | General Santander        | 31 de marzo | 17:30 | RCN        |
| Atlético Nacional | 2 : 1 | Junior                 | Atanasio Girardot        | 31 de marzo | 17:30 | Win Sports |
| Deportes Quindío  | 0 : 0 | Patriotas              | Centenario               | 31 de marzo | 19:45 | Win Sports |
| Santa Fe          | 1 : 2 | Deportes Tolima        | El Campín                | 24 de abril | 19:45 | Win Sports |

| Atlético Huila         | 2 : 2 | Deportes Tolima   | Guillermo Plazas Alcid   | 5 de abril | 19:45 | Win Sports |
| Boyacá Chicó           | 0 : 0 | Patriotas         | La Independencia         | 6 de abril | 15:15 | Win Sports |
| Deportivo Pasto        | 1 : 2 | Deportivo Cali    | Libertad                 | 6 de abril | 17:30 | Win Sports |
| Santa Fe               | 1 : 3 | Millonarios       | El Campín                | 6 de abril | 17:30 | RCN        |
| Independiente Medellín | 0 : 0 | Atlético Nacional | Atanasio Girardot        | 6 de abril | 19:45 | Win Sports |
| Alianza Petrolera      | 0 : 0 | La Equidad        | Santiago de las Atalayas | 7 de abril | 15:15 | Win Sports |
| Envigado F. C.         | 1 : 2 | Itagüí F. C.      | Polideportivo Sur        | 7 de abril | 17:30 | Win Sports |
| Cúcuta Deportivo       | 1 : 2 | Junior            | General Santander        | 7 de abril | 17:30 | RCN        |
| Once Caldas            | 1 : 2 | Deportes Quindío  | Palogrande               | 7 de abril | 19:45 | Win Sports |

| Deportes Tolima        | 4 : 0 | Atlético Nacional | Manuel Murillo Toro    | 12 de abril | 19:45 | Win Sports |
| Envigado F. C.         | 1 : 1 | Deportivo Pasto   | Polideportivo Sur      | 13 de abril | 15:15 | Win Sports |
| Millonarios            | 0 : 1 | Santa Fe          | El Campín              | 13 de abril | 17:30 | RCN        |
| La Equidad             | 4 : 0 | Atlético Huila    | Metropolitano de Techo | 13 de abril | 17:30 | Win Sports |
| Junior                 | 3 : 2 | Itagüí F. C.      | Metropolitano          | 13 de abril | 19:45 | Win Sports |
| Once Caldas            | 2 : 2 | Boyacá Chicó      | Palogrande             | 14 de abril | 15:15 | Win Sports |
| Deportivo Cali         | 4 : 0 | Deportes Quindío  | Pascual Guerrero       | 14 de abril | 17:30 | RCN        |
| Independiente Medellín | 1 : 1 | Cúcuta Deportivo  | Atanasio Girardot      | 14 de abril | 17:30 | Win Sports |
| Patriotas              | 0 : 0 | Alianza Petrolera | La Independencia       | 14 de abril | 19:45 | Win Sports |

| Santa Fe          | 3 : 1 | La Equidad             | El Campín                | 27 de febrero | 19:45 | Win Sports |
| Itagüí F. C.      | 3 : 2 | Deportes Tolima        | Ciudad de Itagüí         | 24 de marzo   | 15:30 | Win Sports |
| Atlético Nacional | 2 : 1 | Millonarios            | Atanasio Girardot        | 16 de abril   | 20:10 | Win Sports |
| Alianza Petrolera | 3 : 1 | Boyacá Chico           | Santiago de las Atalayas | 17 de abril   | 15:15 | Win Sports |
| Atlético Huila    | 3 : 2 | Independiente Medellín | Guillermo Plazas Alcid   | 17 de abril   | 18:00 | Win Sports |
| Patriotas         | 1 : 1 | Deportivo Cali         | La Independencia         | 17 de abril   | 19:45 | Sin TV     |
| Deportes Quindío  | 0 : 1 | Junior                 | Centenario               | 17 de abril   | 20:10 | Win Sports |
| Deportivo Pasto   | 1 : 1 | Once Caldas            | Libertad                 | 18 de abril   | 18:00 | Win Sports |
| Cúcuta Deportivo  | 3 : 0 | Envigado F. C.         | General Santander        | 18 de abril   | 20:10 | Win Sports |

| Millonarios            | 1 : 2 | Itagüí F. C.      | El Campín              | 19 de abril | 19:45 | Win Sports |
| Deportes Tolima        | 2 : 0 | Deportes Quindío  | Manuel Murillo Toro    | 20 de abril | 15:15 | Win Sports |
| La Equidad             | 0 : 2 | Atlético Nacional | Metropolitano de Techo | 20 de abril | 17:30 | Win Sports |
| Deportivo Cali         | 2 : 2 | Alianza Petrolera | Pascual Guerrero       | 20 de abril | 19:45 | RCN        |
| Independiente Medellín | 2 : 2 | Santa Fe          | Atanasio Girardot      | 20 de abril | 19:45 | Win Sports |
| Once Caldas            | 2 : 0 | Cúcuta Deportivo  | Palogrande             | 21 de abril | 15:15 | Win Sports |
| Junior                 | 2 : 0 | Patriotas         | Metropolitano          | 21 de abril | 17:30 | RCN        |
| Envigado F. C.         | 1 : 1 | Atlético Huila    | Polideportivo Sur      | 21 de abril | 17:30 | Sin TV     |
| Boyacá Chicó           | 2 : 2 | Deportivo Pasto   | La Independencia       | 21 de abril | 17:30 | Win Sports |

| Itagüí F. C.      | 1 : 0 | La Equidad             | Ciudad de Itagüí         | 27 de abril | 13:00 | Win Sports |
| Santa Fe          | 1 : 0 | Envigado F. C.         | El Campín                | 27 de abril | 15:15 | Win Sports |
| Deportes Quindío  | 0 : 0 | Millonarios            | Centenario               | 27 de abril | 17:30 | Win Sports |
| Cúcuta Deportivo  | 0 : 1 | Boyacá Chicó           | General Santander        | 27 de abril | 19:45 | Win Sports |
| Deportivo Cali    | 2 : 2 | Junior                 | Pascual Guerrero         | 27 de abril | 19:45 | RCN        |
| Patriotas         | 1 : 1 | Deportes Tolima        | La Independencia         | 28 de abril | 13:00 | Win Sports |
| Alianza Petrolera | 1 : 1 | Deportivo Pasto        | Santiago de las Atalayas | 28 de abril | 15:15 | Win Sports |
| Atlético Nacional | 2 : 2 | Independiente Medellín | Atanasio Girardot        | 28 de abril | 17:30 | Win Sports |
| Atlético Huila    | 0 : 1 | Once Caldas            | Guillermo Plazas Alcid   | 28 de abril | 19:45 | Win Sports |

| Junior                 | 2 : 1 | Alianza Petrolera | Metropolitano          | 3 de mayo | 19:45 | Win Sports |
| La Equidad             | 3 : 0 | Deportes Quindío  | Metropolitano de Techo | 4 de mayo | 15:15 | Win Sports |
| Independiente Medellín | 1 : 0 | Itagüí F. C.      | Atanasio Girardot      | 4 de mayo | 17:30 | Win Sports |
| Deportes Tolima        | 2 : 2 | Deportivo Cali    | Manuel Murillo Toro    | 4 de mayo | 19:45 | RCN        |
| Boyacá Chicó           | 2 : 1 | Atlético Huila    | La Independencia       | 4 de mayo | 19:45 | Win Sports |
| Deportivo Pasto        | 2 : 1 | Cúcuta Deportivo  | Libertad               | 5 de mayo | 13:00 | Win Sports |
| Millonarios            | 4 : 1 | Patriotas         | El Campín              | 5 de mayo | 15:15 | Win Sports |
| Once Caldas            | 0 : 0 | Santa Fe          | Palogrande             | 5 de mayo | 17:30 | Win Sports |
| Envigado F. C.         | 3 : 0 | Atlético Nacional | Polideportivo Sur      | 5 de mayo | 19:45 | Win Sports |

| Deportes Quindío  | 0 : 2 | Independiente Medellín | Centenario               | 10 de mayo | 19:45 | Win Sports |
| Itagüí F. C.      | 1 : 1 | Envigado F. C.         | Ciudad de Itagüí         | 11 de mayo | 15:15 | Win Sports |
| Santa Fe          | 4 : 3 | Boyacá Chicó           | El Campín                | 11 de mayo | 17:30 | Win Sports |
| Junior            | 1 : 2 | Deportes Tolima        | Metropolitano            | 11 de mayo | 19:45 | Win Sports |
| Deportivo Cali    | 2 : 2 | Millonarios            | Pascual Guerrero         | 11 de mayo | 19:45 | RCN        |
| Patriotas         | 1 : 1 | La Equidad             | La Independencia         | 12 de mayo | 13:00 | Win Sports |
| Alianza Petrolera | 2 : 3 | Cúcuta Deportivo       | Santiago de las Atalayas | 12 de mayo | 15:15 | Win Sports |
| Atlético Huila    | 6 : 1 | Deportivo Pasto        | Guillermo Plazas Alcid   | 12 de mayo | 17:30 | Win Sports |
| Atlético Nacional | 2 : 1 | Once Caldas            | Atanasio Girardot        | 13 de mayo | 17:30 | Win Sports |

| Envigado F. C.         | 0 : 1 | Quíndio           | Polideportivo Sur      | 17 de mayo | 18:00 | Win Sports |
| Cúcuta Deportivo       | 1 : 1 | Atlético Huila    | General Santander      | 17 de mayo | 20:10 | Win Sports |
| La Equidad             | 1 : 1 | Deportivo Cali    | Metropolitano de Techo | 18 de mayo | 15:15 | Win Sports |
| Boyacá Chicó           | 2 : 3 | Atlético Nacional | La Independencia       | 18 de mayo | 17:30 | Win Sports |
| Deportes Tolima        | 2 : 1 | Alianza Petrolera | Manuel Murillo Toro    | 18 de mayo | 19:45 | Win Sports |
| Millonarios            | 3 : 0 | Junior            | El Campín              | 18 de mayo | 19:45 | RCN        |
| Independiente Medellín | 2 : 1 | Patriotas         | Atanasio Girardot      | 19 de mayo | 15:15 | Win Sports |
| Once Caldas            | 1 : 2 | Itagüí F. C.      | Palogrande             | 19 de mayo | 17:30 | Win Sports |
| Deportivo Pasto        | 1 : 1 | Santa Fe          | Libertad               | 19 de mayo | 19:45 | Win Sports |

| Itagüí F. C.      | 3 : 0 | Boyacá Chicó           | Ciudad de Itagüí         | 25 de mayo | 15:15 | Win Sports         |
| Santa Fe          | 3 : 2 | Cúcuta Deportivo       | El Campín                | 25 de mayo | 17:30 | Win Sports         |
| Junior            | 0 : 0 | La Equidad             | Metropolitano            | 25 de mayo | 19:45 | Win Sports         |
| Patriotas         | 1 : 1 | Envigado F. C.         | La Independencia         | 26 de mayo | 13:00 | Win Sports         |
| Alianza Petrolera | 1 : 0 | Atlético Huila         | Santiago de las Atalayas | 26 de mayo | 15:15 | Sin TV             |
| Deportes Quindío  | 1 : 1 | Once Caldas            | Centenario               | 26 de mayo | 15:15 | Win Sports         |
| Atlético Nacional | 1 : 0 | Deportivo Pasto        | Atanasio Girardot        | 26 de mayo | 17:30 | Win Sports         |
| Deportivo Cali    | 2 : 0 | Independiente Medellín | Pascual Guerrero         | 26 de mayo | 17:30 | Win Sports Alterno |
| Deportes Tolima   | 1 : 2 | Millonarios            | Manuel Murillo Toro      | 26 de mayo | 17:30 | RCN                |

| Boyacá Chicó           | 1 : 1 | Deportes Quindío  | La Independencia       | 1 de junio | 15:15 | Win Sports         |
| La Equidad             | 1 : 0 | Deportes Tolima   | Metropolitano de Techo | 1 de junio | 17:30 | Win Sports         |
| Cúcuta Deportivo       | 1 : 1 | Atlético Nacional | General Santander      | 1 de junio | 19:45 | RCN                |
| Once Caldas            | 2 : 0 | Patriotas         | Palogrande             | 1 de junio | 19:45 | Sin TV             |
| Deportivo Pasto        | 1 : 1 | Itagüí F. C.      | Libertad               | 1 de junio | 19:45 | Win Sports Alterno |
| Independiente Medellín | 1 : 0 | Junior            | Atanasio Girardot      | 1 de junio | 19:45 | Win Sports         |
| Atlético Huila         | 1 : 1 | Santa Fe          | Guillermo Plazas Alcid | 2 de junio | 15:15 | Win Sports         |
| Envigado F. C.         | 1 : 2 | Deportivo Cali    | Polideportivo Sur      | 2 de junio | 17:30 | Win Sports         |
| Millonarios            | 1 : 2 | Alianza Petrolera | El Campín              | 3 de junio | 15:15 | Win Sports         |

## Cuadrangulares semifinales
- La hora de cada encuentro corresponde al huso horario que rige a Colombia (UTC-5)

La segunda fase del Torneo Apertura 2013 consistirá en los cuadrangulares semifinales. Estos los disputarán los ocho mejores equipos del torneo distribuidos en dos grupos de cuatro equipos. Los dos primeros de la fase todos contra todos, son cabeza de los grupos A y B, respectivamente, mientras que los seis restantes entrarán en sorteo entre sí según su posición para integrar los dos grupos. Los ganadores de cada grupo de los cuadrangulares se enfrentarán en la gran final para definir al campeón. En caso de empate la posición se le asignará al equipo que haya terminado mejor ubicado en la tabla de la fase todos contra todos. 
|  |                                              |
|  | Clasificados a la final del Torneo Apertura. |
|  | Eliminados.                                  |

### Grupo A
| Pos. | Equipos                | PJ | PG | PE | PP | GF | GC | Dif. | Pts. |
| ---- | ---------------------- | -- | -- | -- | -- | -- | -- | ---- | ---- |
| 1.   | Independiente Santa Fe | 6  | 3  | 2  | 1  | 7  | 5  | 2    | 11   |
| 2.   | Millonarios            | 6  | 3  | 1  | 2  | 10 | 8  | 2    | 10   |
| 3.   | Deportivo Cali         | 6  | 1  | 4  | 1  | 6  | 6  | 0    | 7    |
| 4.   | Once Caldas            | 6  | 1  | 1  | 4  | 8  | 12 | -4   | 4    |

| Equipos        | SFE | CAL | MIL | ONC |
| -------------- | --- | --- | --- | --- |
| Santa Fe       |     | 1:1 | 1:0 | 1:0 |
| Deportivo Cali | 1:1 |     | 1:0 | 1:2 |
| Millonarios    | 2:1 | 1:1 |     | 4:2 |
| Once Caldas    | 1:2 | 1:1 | 2:3 |     |

| Nota: Si hay empate en puntos, se desempata según la posición de los equipos en la fase de todos contra todos. |

| Primera | Millonarios    | 4 : 2 | Once Caldas    | El Campín        | 15 de junio | 17:30 | Win Sports |
| Primera | Deportivo Cali | 1 : 1 | Santa Fe       | Pascual Guerrero | 15 de junio | 19:45 | RCN        |
| Segunda | Santa Fe       | 1 : 0 | Millonarios    | El Campín        | 19 de junio | 19:10 | RCN        |
| Segunda | Once Caldas    | 1 : 1 | Deportivo Cali | Palogrande       | 19 de junio | 20:10 | Win Sports |
| Tercera | Santa Fe       | 1 : 0 | Once Caldas    | El Campín        | 22 de junio | 17:30 | Win Sports |
| Tercera | Deportivo Cali | 1 : 0 | Millonarios    | Pascual Guerrero | 22 de junio | 19:45 | RCN        |
| Cuarta  | Millonarios    | 1 : 1 | Deportivo Cali | El Campín        | 26 de junio | 19:10 | RCN        |
| Cuarta  | Once Caldas    | 1 : 2 | Santa Fe       | Palogrande       | 26 de junio | 20:30 | Win Sports |
| Quinta  | Millonarios    | 2 : 1 | Santa Fe       | El Campín        | 29 de junio | 17:30 | RCN        |
| Quinta  | Deportivo Cali | 1 : 2 | Once Caldas    | Pascual Guerrero | 29 de junio | 19:45 | Win Sports |
| Sexta   | Once Caldas    | 2 : 3 | Millonarios    | Palogrande       | 4 de julio  | 19:45 | Win Sports |
| Sexta   | Santa Fe       | 1 : 1 | Deportivo Cali | El Campín        | 7 de julio  | 19:45 | RCN        |

### Grupo B
| Pos. | Equipos           | PJ | PG | PE | PP | GF | GC | Dif. | Pts. |
| ---- | ----------------- | -- | -- | -- | -- | -- | -- | ---- | ---- |
| 1.   | Atlético Nacional | 6  | 3  | 1  | 2  | 9  | 8  | 1    | 10   |
| 2.   | Itagüí F. C.      | 6  | 3  | 0  | 3  | 8  | 9  | -1   | 9    |
| 3.   | Deportes Tolima   | 6  | 2  | 2  | 2  | 8  | 7  | 1    | 8    |
| 4.   | Deportivo Pasto   | 6  | 2  | 1  | 3  | 8  | 9  | -1   | 7    |

| Equipos           | NAL | ITA | TOL | PAS |
| ----------------- | --- | --- | --- | --- |
| Atlético Nacional |     | 1:2 | 1:1 | 2:1 |
| Itagüí F. C.      | 1:2 |     | 1:3 | 2:3 |
| Deportes Tolima   | 1:2 | 0:1 |     | 2:1 |
| Deportivo Pasto   | 2:1 | 0:1 | 1:1 |     |

| Nota: Si hay empate en puntos, se desempata según la posición de los equipos en la fase de todos contra todos. |

| Primera | Itagüí F. C.    | 1 : 3 | Deportes Tolima | Metropolitano Ciudad de Itagüí | 16 de junio | 15:15 | Win Sports         |
| Primera | Deportivo Pasto | 2 : 1 | Nacional        | Libertad                       | 16 de junio | 17:30 | Win Sports         |
| Segunda | Deportes Tolima | 2 : 1 | Deportivo Pasto | Manuel Murillo Toro            | 20 de junio | 18:00 | Win Sports         |
| Segunda | Nacional        | 1 : 2 | Itagüí F. C.    | Atanasio Girardot              | 20 de junio | 20:10 | Win Sports         |
| Tercera | Itagüí F. C.    | 2 : 3 | Deportivo Pasto | Metropolitano Ciudad de Itagüí | 23 de junio | 15:00 | Win Sports         |
| Tercera | Deportes Tolima | 1 : 2 | Nacional        | Manuel Murillo Toro            | 23 de junio | 17:15 | Win Sports         |
| Cuarta  | Nacional        | 1 : 1 | Deportes Tolima | Atanasio Girardot              | 27 de junio | 20:10 | Win Sports         |
| Cuarta  | Deportivo Pasto | 0 : 1 | Itagüí F. C.    | Libertad                       | 30 de junio | 17:30 | Win Sports         |
| Quinta  | Itagüí F. C.    | 1 : 2 | Nacional        | Metropolitano Ciudad de Itagüí | 3 de julio  | 15:15 | Win Sports         |
| Quinta  | Deportivo Pasto | 1 : 1 | Deportes Tolima | Libertad                       | 3 de julio  | 19:45 | Win Sports         |
| Sexta   | Deportes Tolima | 0 : 1 | Itagüí F. C.    | Manuel Murillo Toro            | 7 de julio  | 17:30 | Win Sports Alterno |
| Sexta   | Nacional        | 2 : 1 | Deportivo Pasto | Atanasio Girardot              | 7 de julio  | 17:30 | Win Sports         |

## Final
- La hora de cada encuentro corresponde al huso horario que rige a Colombia (UTC-5)

La tercera y última fase del campeonato corresponde a la final, la cual es disputada entre los dos equipos que triunfaron en su respectivo cuadrangular. La localía del partido de vuelta le corresponde al equipo que mejor puntaje haya obtenido sumando los puntajes de la fase todos contra todos y de la fase del cuadrangular.
| 14 de julio de 2013 | Atlético Nacional | 0:0     | Santa Fe | Estadio Atanasio Girardot, Medellín |                            |
| 18:00               |                   | Reporte |          | Árbitro(s): Ulises Arrieta          | Árbitro(s): Ulises Arrieta |

| 17 de julio de 2013 | Santa Fe | 0:2 (0:1) | Atlético Nacional        | Estadio Nemesio Camacho El Campín, Bogotá |                          |
| 19:30               |          | Reporte   | Duque 38' · Mosquera 83' | Árbitro(s): Imer Machado                  | Árbitro(s): Imer Machado |

|                                       |
| Bandera de Colombia                   |
| Campeón Atlético Nacional 12.º título |

## Goleadores
| Jugador          | Equipos                | Goles |
| ---------------- | ---------------------- | ----- |
| Wilder Medina    | Santa Fe               | 12    |
| Édison Toloza    | Junior                 | 10    |
| Víctor Cortés    | Itagüí Ditaires        | 9     |
| Freddy Montero   | Millonarios            | 8     |
| Edwards Jiménez  | Once Caldas            | 8     |
| Charles Monsalvo | Deportes Tolima        | 8     |
| Vladimir Marín   | Deportivo Cali         | 7     |
| Mauricio Mina    | Deportivo Pasto        | 7     |
| Germán Cano      | Independiente Medellín | 7     |
| Sergio Romero    | Once Caldas            | 7     |
|                  |                        |       |